# 禮物 (小說)
《禮物》（英語：The Present）是史賓賽·強森（Spencer Johnson）的著作，敘述一段追尋禮物的故事，利用簡單的寓言故事闡述生命的哲理。

## 書名
英文書名《The Present》有兩個意思，一為是禮物的意思，故事中有一段追尋禮物的故事；一為現在之意，正好符合書中的寓意－「珍惜現在」。

## 情節概要
一個年輕人當還是小男孩時，有一位充滿智慧的老人對他說，世上有一個特別的禮物，這個禮物可以讓他的人生變得更快樂、更成功！可是這個禮物，只有他自己才找得到。年輕人用盡各種方法去尋找禮物，可是禮物始終沒有出現，年輕人也越來越不快樂，直到年輕人決定放下一切，不再盲目追尋，他才赫然發現，那份禮物原來一直在他身邊。

## 作者
史賓賽·強森是全球知名的經營企管和心靈勵志暢銷作家，擅長用簡單的寓言故事闡述生命的哲理，從而帶給讀者工作和生活上的啟發，備受好評，他的作品總銷售量更已超過3000萬冊，發行40種以上語言的版本。

## 書籍資料
- 繁體

書名：禮物
作者：史賓賽·強森
譯者：莊靜君
出版地：臺北市
出版者：平安文化有限公司
出版年：2005〔民94〕
頁面：144
ISBN：957－803－511－X（精裝）
- 美國

書名：The Present：The Secret to Enjoying Your Work And Life，Now！
作者：Spencer Johnson
出版地：NEW YORK
出版者：Doubleday
出版年：2003
頁面：80
ISBN：0385509308

## 榮譽
- 全美熱賣超過500000冊！
- 版權銷售20餘國！
- 紐約時報暢銷排行榜第一名！
- 華爾街日報暢銷排行榜第一名！
- 美國商業周刊暢銷排行第一名！